# Jean De Clercq
Jean De Clercq (ur. 17 maja 1905 w Antwerpii, zm. 20 marca 1984) – belgijski piłkarz grający na pozycji pomocnika oraz trener.
Swoją karierę piłkarską Jean De Clercq rozpoczął jako czternastolatek w rodzimym Beerschot VAV. Po sześciu latach przeniósł się do Royal Antwerp FC, w barwach którego rozegrał 219 meczów i wywalczył dwa tytuły Mistrza Belgii.
W reprezentacji Belgii w latach 1930–1933 rozegrał 11 meczów. Był uczestnikiem mistrzostw świata 1930, na których rozegrał jedno spotkanie.